# Porsche 911 (991)
Pour un article plus général, voir Porsche 911.
La Porsche 991 (ou 911 Type 991) est la septième génération de Porsche 911, voiture sportive de prestige développée par le constructeur allemand Porsche, commercialisée à partir de décembre 2011.
Présentée par le constructeur lors du salon de Francfort 2011, elle est la remplaçante de la 911 Type 997. Elle est basée sur une nouvelle plateforme technique, la troisième seulement depuis 1963. La version restylée, dévoilée au salon de Francfort 2015, est remplacée en 2019 par la 911 Type 992.
Avec 233 540 unités produites, c'est la génération de 911 la plus vendue à la date de fin de commercialisation.

## Historique
En mars 2017, la gamme 911 s'étoffe de nouveaux modèles « GTS » proposés en France en cinq variantes : la 911 Carrera GTS deux roues motrices et la 911 Carrera 4 GTS à transmission intégrale, déclinées en deux versions Coupé et cabriolet, et la 911 Targa 4 GTS à transmission intégrale. Outre les caractéristiques techniques, les 911 GTS se distinguent des autres modèles de la gamme par leur design extérieur et intérieur. La naissance du blason GTS, synonyme d'optimisation mécanique et châssis  sur un modèle de base, remonte à 1964,.
La dernière 911 de type 991, une Speedster, est sortie des usines en décembre 2019. Cette génération a été produite à 233 540 exemplaires, ce qui en fait la plus vendue des 911,. Par ailleurs, la déclinaison Targa de la 991 signe le retour du concept « ni coupé ni cabriolet » qui a marqué des générations de 911 : l'arceau central en magnésium remplace la verrière, simple toit vitré panoramique qui caractérise les séries 993, 996 et 997. La génération 991 marque le retour de la « vraie » Targa.

## Phase 1

### Motorisations
|                      | Carrera                              | Carrera S                            | Carrera Cabriolet                  | Carrera S Cabriolet                  | Carrera 4                    | Carrera 4S                   | Turbo                          | Turbo S                  |
| Moteur               | Atmosphérique                        | Atmosphérique                        | Atmosphérique                      | Atmosphérique                        | Atmosphérique                | Atmosphérique                | Turbocompressé                 | Turbocompressé           |
| Cylindrée            | 3 436 cm3                            | 3 800 cm3                            | 3 436 cm3                          | 3 800 cm3                            | 3 436 cm3                    | 3 800 cm3                    | 3 800 cm3                      | 3 800 cm3                |
| Puissance            | 350 ch (257 kW)                      | 400 ch (294 kW)                      | 350 ch (257 kW)                    | 400 ch (294 kW)                      | 350 ch (257 kW)              | 400 ch (294 kW)              | 520 ch (383 kW)                | 560 ch (412 kW)          |
| Couple               | 390 N m (à 5 600 tr/min)             | 440 N m (à 5 600 tr/min)             | 390 N m (à 5 600 tr/min)           | 440 N m (à 5 600 tr/min)             | 390 N m (à 5 600 tr/min)     | 440 N m (à 5 600 tr/min)     | 660 N m (à 5 600 tr/min)       | 700 N m (à 4 250 tr/min) |
| Régime max           | 7 800 tr/min                         | 7 800 tr/min                         | 7 800 tr/min                       | 7 800 tr/min                         | 7 800 tr/min                 | 7 800 tr/min                 | 7 000 tr/min                   | 7 200 tr/min             |
| Accélération         | 0 à 100 km/h en 4,8 / 4,6* / 4,4** s | 0 à 100 km/h en 4,5 / 4,3* / 4,1** s | 0 à 100 km/h en 5 / 4,8* / 4,6** s | 0 à 100 km/h en 4,7 / 4,5* / 4,3** s | 0 à 100 km/h en 4,9 / 4,7* s | 0 à 100 km/h en 4,5 / 4,3* s | 0 à 100 km/h en 3,4* / 3,2** s | 0 à 100 km/h en 3,1** s  |
| Transmission         | Propulsion                           | Propulsion                           | Propulsion                         | Propulsion                           | Transmission intégrale       | Transmission intégrale       | Transmission intégrale         | Transmission intégrale   |
| Consommation (mixte) | 9,0 / 8,2* L/100 km                  | 9,5 / 8,7* L/100 km                  | 9,2 / 8,4* L/100 km                | 9,7 / 8,9* L/100 km                  | 9,3 / 8,6* L/100 km          | 9,9 / 9,1* L/100 km          | 9,7* L/100 km                  | 9,7* L/100 km            |
| CO2                  | 212 / 194* g/km                      | 224 / 205* g/km                      | 217 / 198* g/km                    | 229 / 210* g/km                      | 219 / 203* g/km              | 234 / 215* g/km              | 227* g/km                      | 227* g/km                |
| Poids (DIN)          | 1 380 / 1 400* kg                    | 1 395 / 1 415* kg                    | 1 450 / 1 470* kg                  | 1 465 / 1 485* kg                    | 1 430 / 1 450* kg            | 1 445 / 1 465* kg            | 1670* kg                       | 1680* kg                 |

* : Boîte de vitesses robotisée PDK ** : Boîte de vitesses robotisée PDK avec le Pack Sport Chrono Plus

### Éditions limitées
Pour fêter les 50 ans de la 911, Porsche dévoile le 4 juin 2013 une version « 50th Anniversary Edition », dont la série est limitée à 1 963 exemplaires en hommage à l'année de sa présentation. Elle est disponible en France à partir du 23 septembre 2013 à 122 792 euros.
En août 2015, une nouvelle série limitée nommée Black Edition arrive en concession. Dérivée de la 911 Carrera (350 ch), cette version se démarque par un intérieur noir, des jantes spécifiques et un équipement de série enrichi.

## Phase 2
La version restylée, dont les photos officielles sont publiées le 22 juillet 2015, est présentée ensuite lors du salon de Francfort en septembre 2015.
La 911 reliftée présente des modifications esthétiques mineures, mais surtout des motorisations totalement revues. Les modèles Carrera sont en effet tous turbocompressés, alors qu'ils  étaient auparavant à moteur atmosphérique. La cylindrée des Carrera et Carrera S passe de 3,4 L et 3,8 L à 3,0 L, dans le but de réduire la consommation et les émissions polluantes.
Les versions reliftées des 911 Turbo et Turbo S (coupé et cabriolet) ont été dévoilées début décembre 2015 et présentées pour la première fois au salon de Détroit en janvier 2016. Elles affichent toutes les deux 20 ch de plus que leurs aînées, soit respectivement 540 ch et 580 ch. Le 0 à 100 km/h est effectué en 0,2 s de moins qu'auparavant, avec 3,0 s pour la 911 Turbo et 2,9 s pour la 911 Turbo S. C'est la première fois qu'une 911 le réalise en moins de trois secondes. La vitesse maximale est aussi en progression, avec respectivement 320 et 330 km/h.
La version reliftée de la GT3 est présentée lors du Salon international de l'automobile de Genève 2017. La voiture présente une esthétique légèrement retravaillée avec de nouveaux feux, caractéristiques de la phase 2, ainsi  qu'une aérodynamique revue avec, notamment, l'ajout de deux prises d'air sur le capot moteur. En outre, la GT3 change de motorisation et passe d'un flat-six 3,8 L à un flat-six 4,0 L développant 500 ch, soit 25 de plus que la phase 1. La GT3 se dote aussi d'une boite manuelle à 6 rapports disponible en option.

### Motorisations
|                      | Carrera                              | Carrera S                            | Carrera Cabriolet                    | Carrera S Cabriolet                  | Carrera 4                            | Carrera 4S                         | Turbo                    | Turbo S                  |
| Moteur               | Turbocompressé                       | Turbocompressé                       | Turbocompressé                       | Turbocompressé                       | Turbocompressé                       | Turbocompressé                     | Turbocompressé           | Turbocompressé           |
| Cylindrée            | 2 981 cm3                            | 2 981 cm3                            | 2 981 cm3                            | 2 981 cm3                            | 2 981 cm3                            | 2 981 cm3                          | 3 800 cm3                | 3 800 cm3                |
| Puissance            | 370 ch (272 kW)                      | 420 ch (309 kW)                      | 370 ch (272 kW)                      | 420 ch (309 kW)                      | 370 ch (272 kW)                      | 420 ch (309 kW)                    | 540 ch (397 kW)          | 580 ch (427 kW)          |
| Couple               | 450 N m (à 5 600 tr/min)             | 500 N m (à 5 600 tr/min)             | 450 N m (à 5 600 tr/min)             | 500 N m (à 5 600 tr/min)             | 450 N m (à 5 600 tr/min)             | 500 N m (à 5 600 tr/min)           | 660 N m (à 5 600 tr/min) | 700 N m (à 4 250 tr/min) |
| Régime max           | 7 500 tr/min                         | 7 500 tr/min                         | 7 500 tr/min                         | 7 500 tr/min                         | 7 500 tr/min                         | 7 500 tr/min                       | 7 000 tr/min             | 7 200 tr/min             |
| Accélération         | 0 à 100 km/h en 4,6 / 4,4* / 4,2** s | 0 à 100 km/h en 4,3 / 4,1* / 3,9** s | 0 à 100 km/h en 4,8 / 4,6* / 4,4** s | 0 à 100 km/h en 4,5 / 4,3* / 4,1** s | 0 à 100 km/h en 4,5 / 4,3* / 4,1** s | 0 à 100 km/h en 4,2 / 4,0* / 3,8 s | 0 à 100 km/h en 3,0** s  | 0 à 100 km/h en 2,9** s  |
| Transmission         | Propulsion                           | Propulsion                           | Propulsion                           | Propulsion                           | Transmission intégrale               | Transmission intégrale             | Transmission intégrale   | Transmission intégrale   |
| Consommation (mixte) | 8,3 / 7,4* L/100 km                  | 8,7 / 7,7* L/100 km                  | 8,5 / 7,5* L/100 km                  | 8,8 / 7,8* L/100 km                  | 8,7 / 7,7* L/100 km                  | 8,9 / 7,9* L/100 km                | 9,7* L/100 km            | 9,7* L/100 km            |
| CO2                  | 190 / 169* g/km                      | 199 / 174* g/km                      | 195 / 172* g/km                      | 202 / 178* g/km                      | 201 / 177* g/km                      | 204 / 180* g/km                    | 212* g/km                | 212* g/km                |
| Poids (DIN)          | 1 430 / 1 450* kg                    | 1 440 / 1 460* kg                    | 1 500 / 1 520* kg                    | 1 510 / 1 530* kg                    | 1 480 / 1 500* kg                    | 1 490 / 1 510* kg                  | 1590* kg                 | 1600* kg                 |

* : Boîte de vitesses robotisée PDK ** : Boîte de vitesses robotisée PDK avec le Pack Sport Chrono Plus

## Déclinaisons

### Porsche 991 Carrera, Carrera S, Carrera 4, Carrera 4S
Ce modèle est plus long de 5,6 cm (4,491 m), plus large de 5,2 cm (1,808 m) et plus bas d'1 cm (1,295 m) que sa devancière, la 997. La Carrera S est dotée de l'amortissement piloté PASM, de l'autoradio CD 235 Watts, des phares au Xénon, de la climatisation automatique 2 zones, et de sièges sport, notamment.

### Porsche 991 Targa 4S
Ce modèle marque le retour au concept de l'arceau qui a caractérisé les premières Porsche Targa après un intermède durant lequel les 993, 996 et 997 Targa étaient dotées d'un toit en verre panoramique, coulissant et électrique.

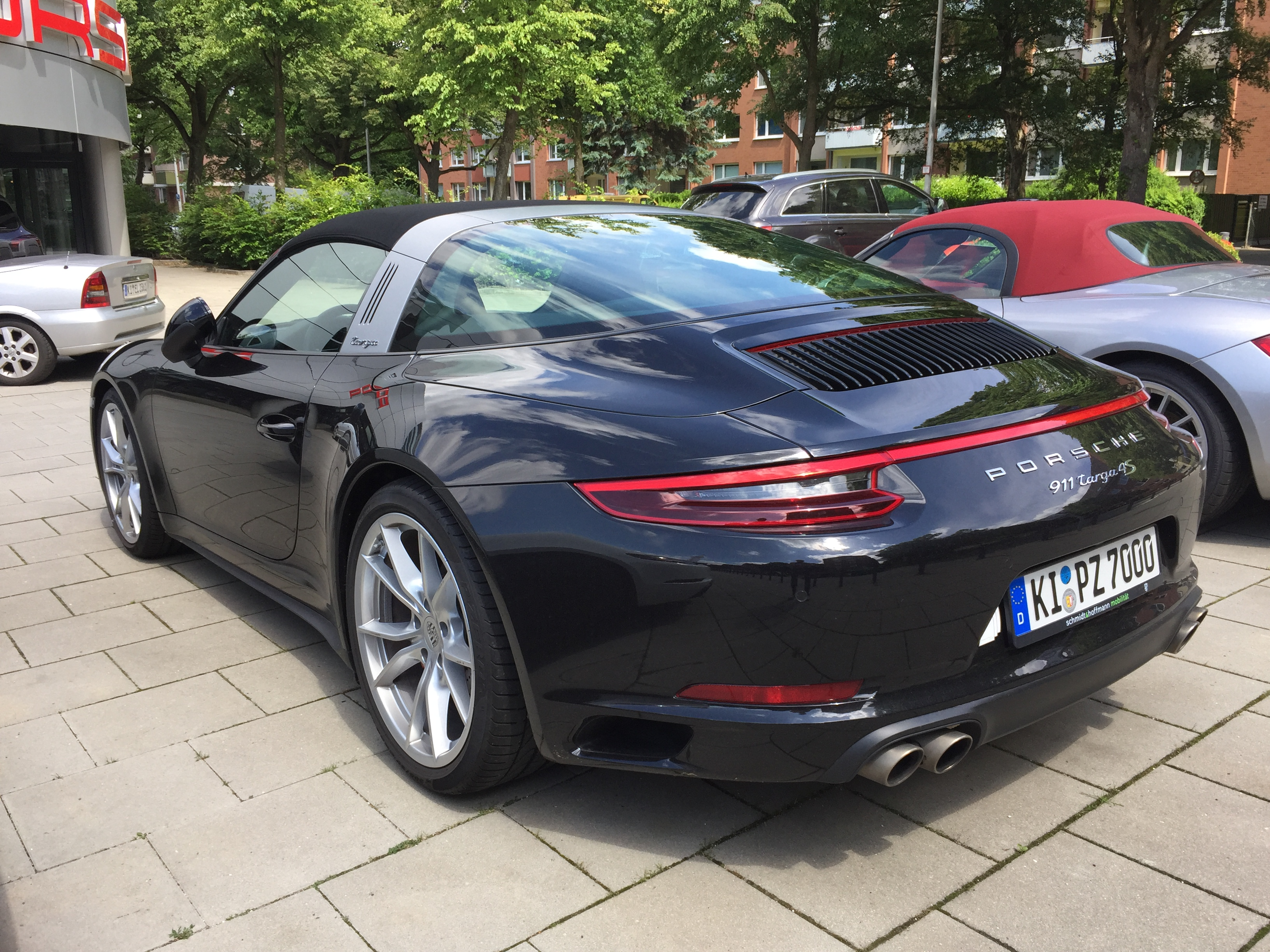
La Porsche 991 Targa 4S et son arceau, avec la capote qui se loge derrière les sièges en configuration ouverte.

### Porsche 991 Carrera GTS, Carrera 4 GTS
En mars 2017, la gamme 911 s'étoffe de nouveaux modèles « GTS » proposés en France en cinq variantes : la 911 Carrera GTS deux roues motrices et la 911 Carrera 4 GTS à transmission intégrale, déclinées en deux versions Coupé et cabriolet, et la 911 Targa 4 GTS à transmission intégrale. Outre les caractéristiques techniques, les 911 GTS se distinguent des autres modèles de la gamme par leur design extérieur et intérieur. La naissance du blason GTS, synonyme d'optimisation mécanique et châssis  sur un modèle de base, remonte à 1964,.

### Porsche 991 Turbo et Turbo S

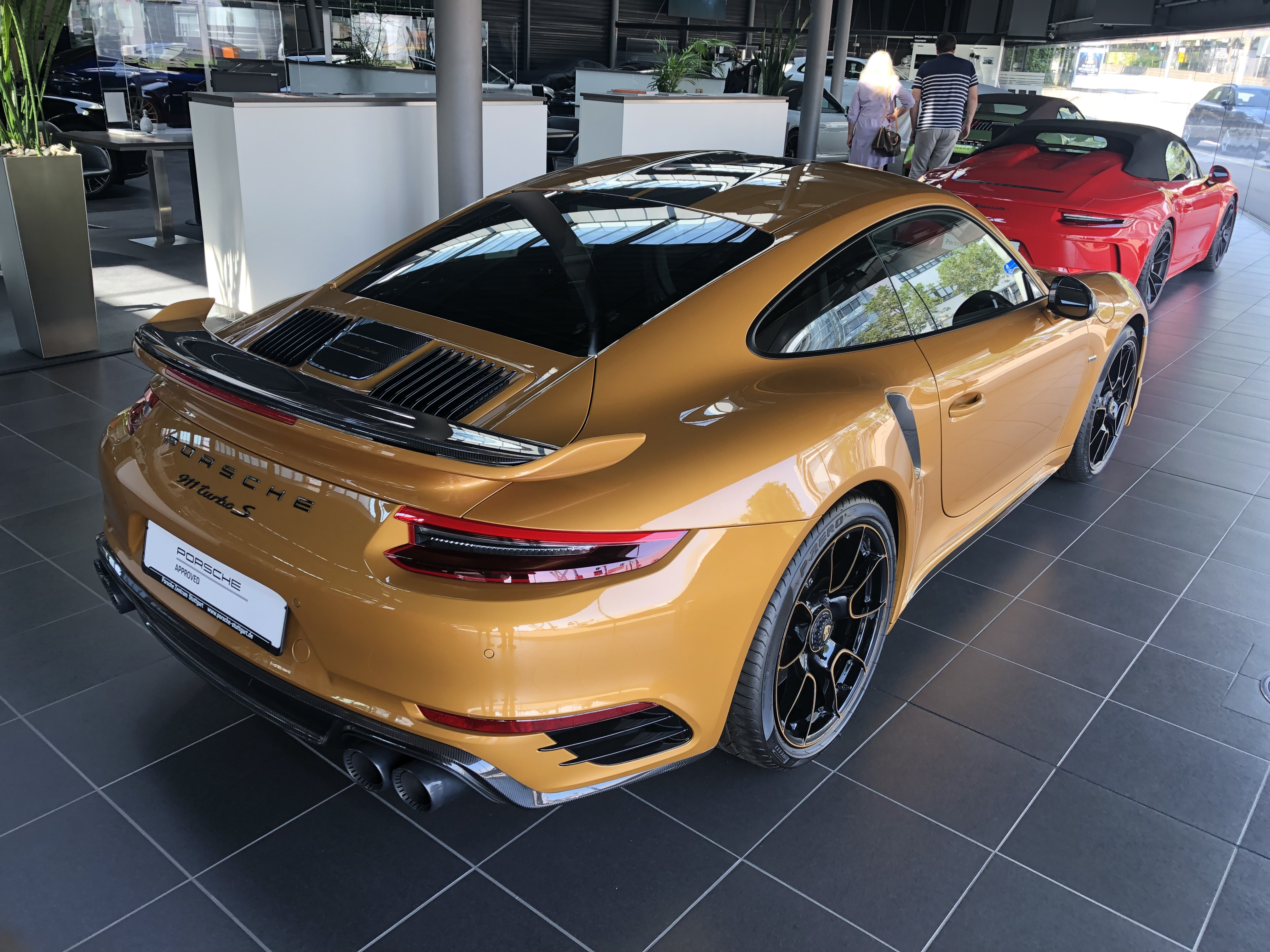
Porsche 991 Turbo S.

La Turbo S, à moteur biturbo de 3.8 L, affiche 560 ch. Elle comprend quatre roues directrices.

### Porsche 991 RSR
Porsche dévoile au Salon de Los Angeles 2016 une version compétition de la 991, la RSR (Renn Sport Rennen),  conçue pour la course d'endurance. Elle se démarque, notamment, par un immense aileron arrière et une carrosserie en fibre de carbone. La déclinaison RSR de la 911 remonte à l'année 1973 avec la 
« 911 Carrera RSR 2.8 ».

### Porsche 991 R
En 2016, la 911 se décline en version sportive R (R pour racing) avec un moteur atmosphérique de 4,0 L développant 500 ch (le même que celui de la 911 GT3 RS) et une transmission manuelle à 6 rapports. Bien qu'apparue en 2016, sa carrosserie ne comporte pas les modifications présentes sur la phase 2 apparue fin 2015. En effet, sa carrosserie est celle de la 991 GT3 Phase 1 à laquelle Porsche a retiré l'aileron fixe pour le remplacer par celui d'une Carrera standard. Elle est présentée en mars 2016 lors du salon de Genève, sans que sa présence n'ait été annoncée à la presse. C'est une série limitée à 991 exemplaires.
Cette voiture rend hommage à la 911 R conçue en 1967 (210 chevaux) et produite à 20 exemplaires. Elle symbolisait la simplicité automobile.
L'engouement pour la 911 R est très probablement dû à l'emballement des prix du marché des véhicules de collection, tous les exemplaires ayant déjà été vendus avant sa présentation officielle au salon de Genève 2016. Quelques jours seulement après le salon, certains exemplaires étaient déjà proposés à des tarifs supérieurs au prix de vente catalogue sur les sites Internet spécialisés.

### Porsche 991 GT2 RS
Annoncée au festival de vitesse de Goodwood en Angleterre, la Porsche 991 GT2 RS est présentée lors de l'édition 2017 du salon de Francfort en septembre. Elle reprend le moteur Flat-6 3.8 bi-turbo de la 911 Turbo S (580 ch) gonflé par Porsche à 700 ch à 7 000 tr/min pour un couple de 750 N m disponible dès 2 500 tr/min. Il s'agit, à ce jour, de la 911 la plus puissante et la plus performante produite en série par Porsche. Elle revendique 340 km/h et exécute le 0 à 100 km/h en 2,8 s pour un tarif de 289 175 euros.
Le même mois de septembre, elle devient la voiture de série la plus rapide sur le circuit du Nürburgring, en bouclant un tour de la boucle nord du Nürburgring en 6 minutes 47 secondes et 3 dixièmes, devançant ainsi l'ancienne détentrice du record, la Lamborghini Huracán Performante.
En juin 2021, après avoir perdu son titre de voiture de série la plus rapide sur ce même circuit, la Porsche 991 GT2 RS le récupère après avoir bouclé un tour du circuit en 6 minutes 43 secondes et 3 dixièmes. Grâce à son nouveau kit optionnel Manthey Racing, cette Porsche devance désormais l'ancienne détentrice du record, la Mercedes-AMG GT Black Series.

### Porsche 991 GT2 RS Clubsport
Version course de la 991 GT2 RS, produite en 200 exemplaires, elle développe 700 ch. Voiture de course monoplace proche de la série, elle n'est pas homologuée pour la route.

### Porsche 991 GT2 RS Clubsport 25
La GT2 RS Clubsport 25 est une édition limitée à 30 exemplaires et non homologuée pour la route, vendue 525000 € hors taxes. Elle célèbre les 25 ans du préparateur Manthey Racing, partenaire officiel de Porsche.

### Porsche 991 GT3 et GT3 RS

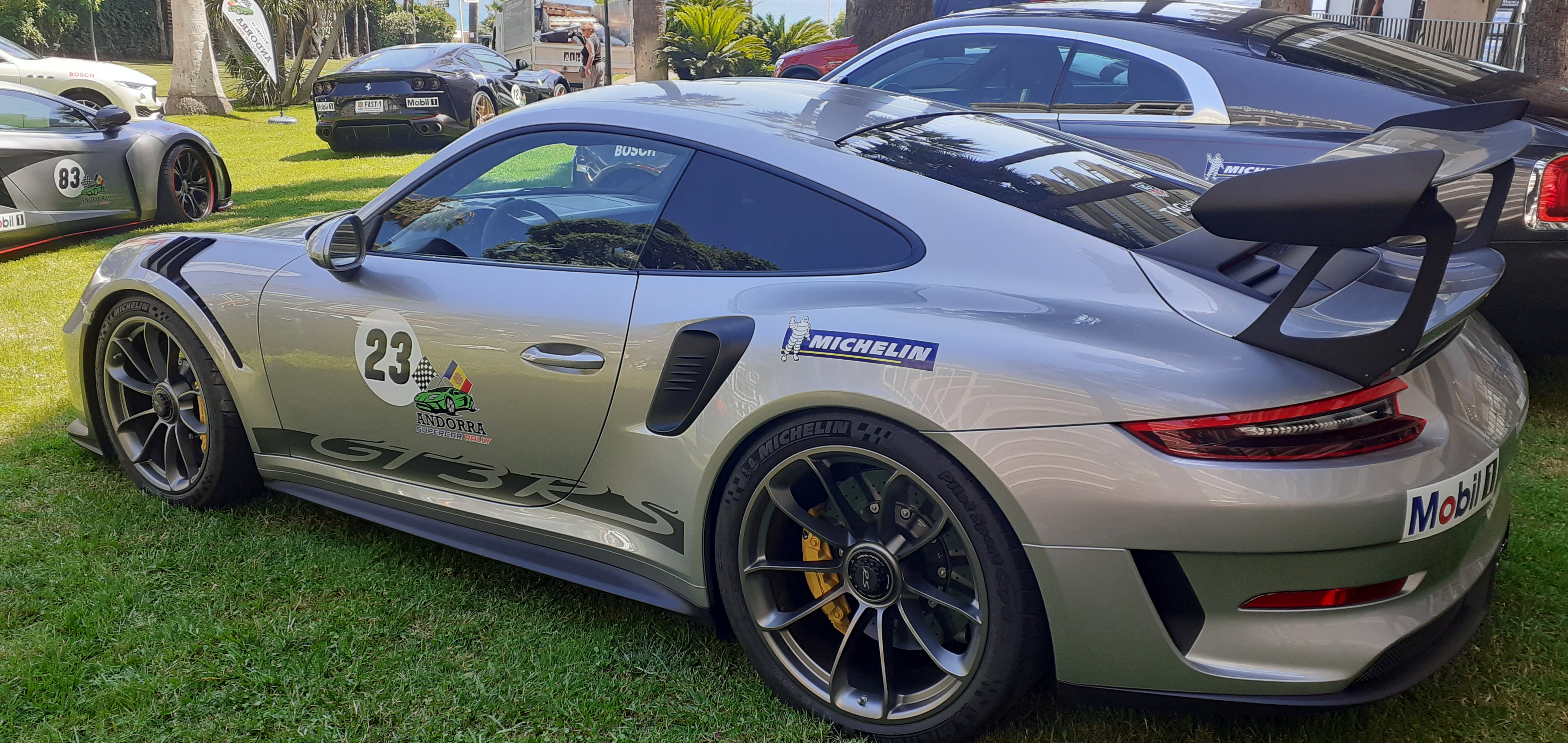
Porsche 991 GT3 RS.

La Porsche 911 GT3 est dotée d'un tout nouveau moteur 6 cylindres de 4.0 développant 500 ch. Elle est proposée en PDK ainsi qu'en manuel.Elle a été produite dans les versions 996, 997 et 991.

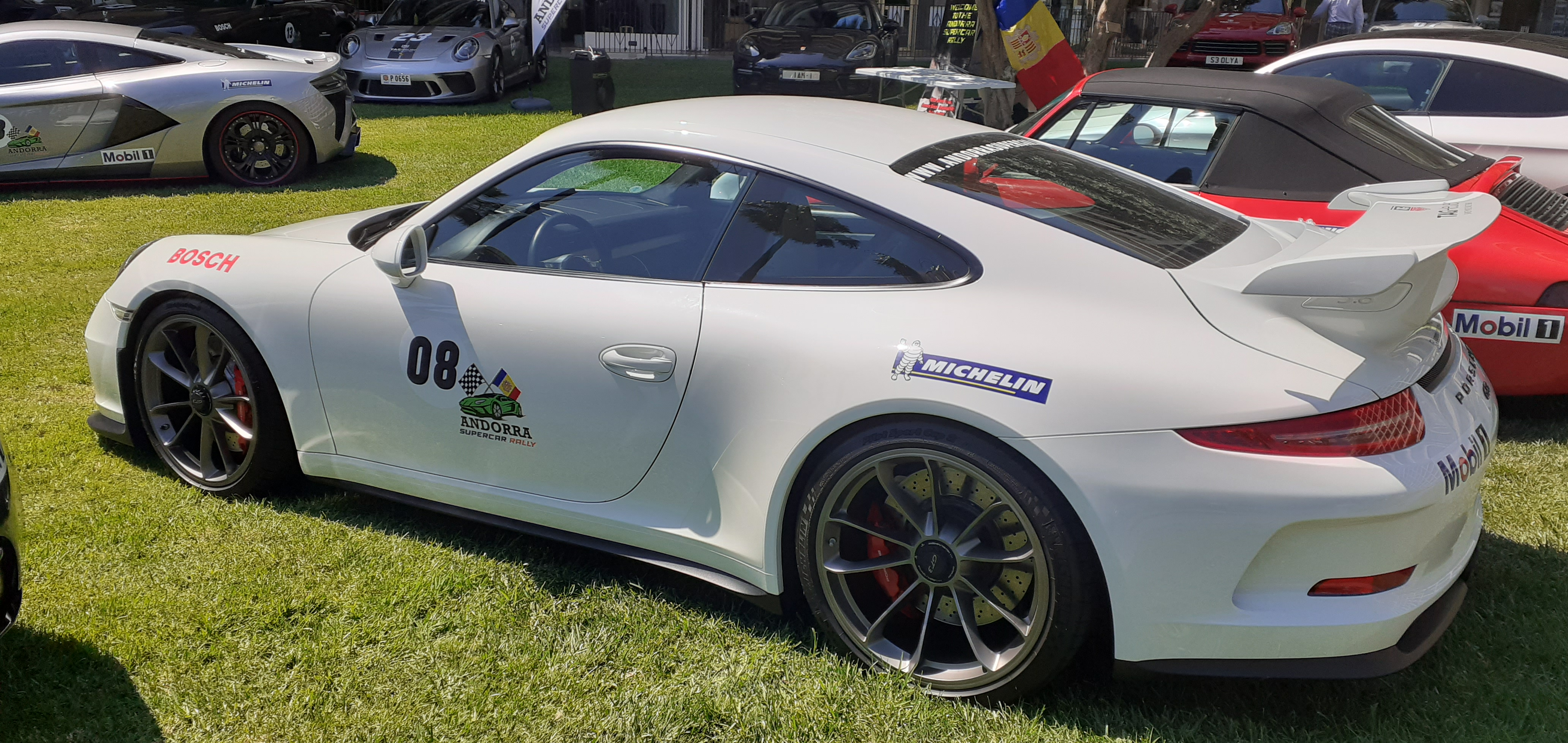
Porsche 991 GT3 (3.8).

### Porsche 991 GT3 Cup
Modèle globalement semblable à la 997 GT3 Cup qu'il remplace, la 991 GT3 Cup est dotée d'un moteur de 3,8 litres de 460 ch, dix de plus que la 997 Cup.

### Porsche 991 GT3 Pack Touring
Produite en 2017, la 991 GT3 Touring, d'une cylindrée de 4 L et d'une puissance de 500 ch, affiche une vitesse maximale de 320 km/h sur circuit. Elle réalise le 0 à 100 km/h en 3,4 s. La particularité de cette version réside, notamment, dans l'absence de l'aileron arrière fixe qui caractérise d'ordinaire la GT3, remplacé par un spoiler à déploiement automatique plus discret et la présence d'une boîte mécanique. Une boîte PDK à 7 rapports est disponible en option pour la version la plus récente. 
La 991 GT3 Touring présente de nombreuses similitudes avec la Porsche 991 R produite en 2016 en série limitée à 991 exemplaires tous écoulés dans des délais exceptionnellement rapides. Pour satisfaire la demande,  Porsche commercialise l'année suivante la GT3 Touring qui serait une déclinaison de la 911 R destinée à une clientèle recherchant une Porsche « aux lignes épurées ».

### Porsche 991 Speedster

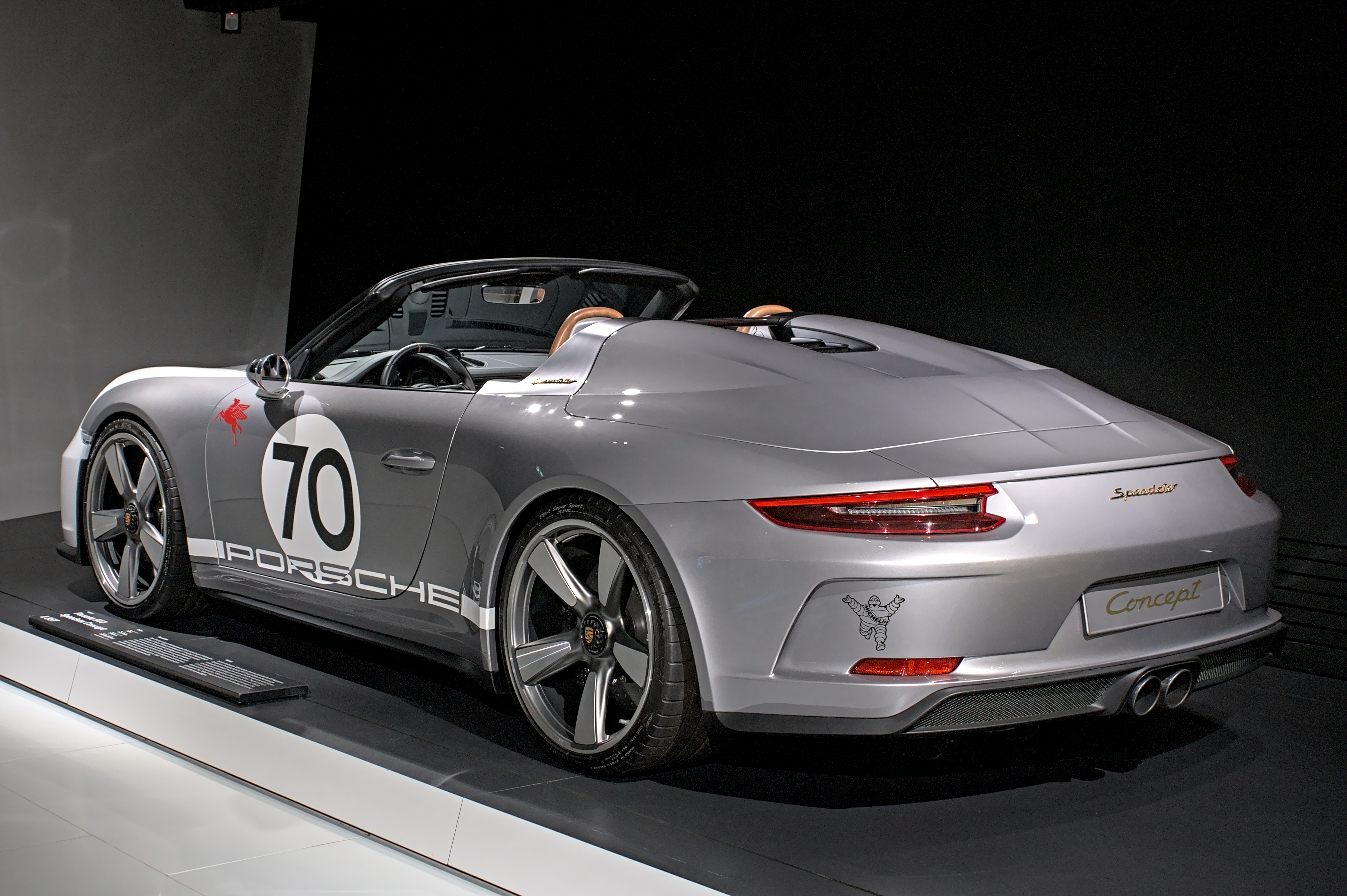
911 Speedster Concept « 1 ».

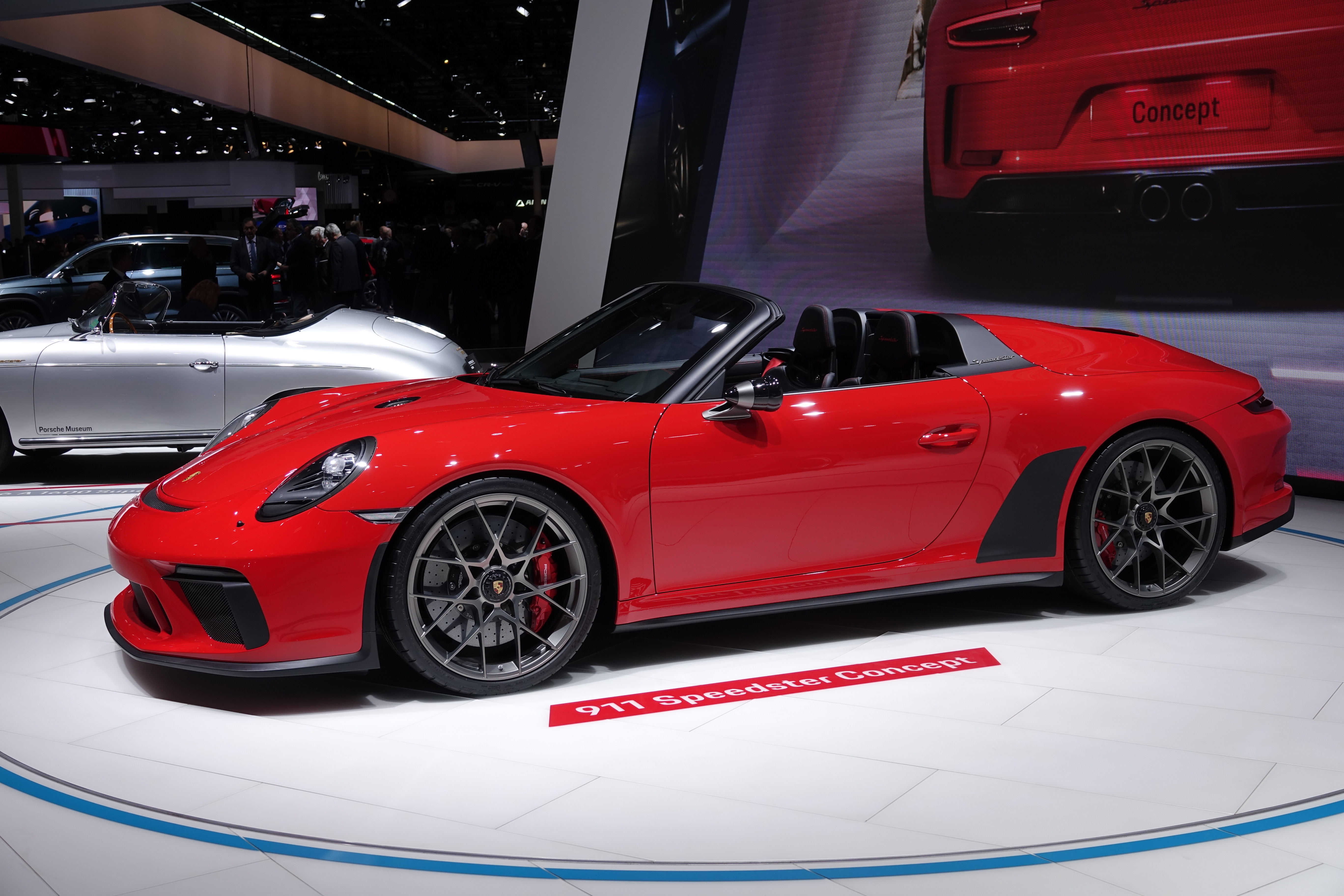
911 Speedster Concept « 2 » au Mondial Paris Motor Show 2018.

Porsche dévoile en juin 2018 un concept-car cabriolet nommé 911 Speedster Concept « 1 » , célébrant les 70 ans de la première 356. Rendant hommage aux voitures de course de la marque, il se démarque par une livrée grise, des motifs blancs en croix sur les feux avant, un bouchon de réservoir placé au centre du capot et des éléments de la carrosserie en fibre de carbone. Le double bosselage, remplaçant les deux places arrière fait référence à la 911 Speedster de 1988, et les feux avec motifs en croix aux bandes autocollantes présentes sur les voitures de course.
Au Mondial Paris Motor Show 2018, Porsche dévoile un second concept-car cabriolet nommé 911 Speedster Concept « 2 » dans une livrée rouge.
La Porsche 911 Speedster de série est présentée au Salon de l'automobile de New York 2019, et commercialisée la même année en série limitée à 1 948 exemplaires(contre 356 pour la Speedster de 2010), alors même que la Type 992, remplaçante de la type 991, est déjà commercialisée.
Le Speedster est motorisé par le flat-six 4.0 litres de 502 ch provenant de la GT3, accouplé à une boîte manuelle à 6 rapports. La production de la dernière 991 Speedster marque la fin de la production de la série 991 en 2020.

### Porsche 991 Vision Safari
En 2012, Porsche a décidé de recréer le modèle emblématique (Porsche 911 SC Safari) en utilisant la technologie du début des années 2010, ce qui aboutira à la 991 Vision Safari.